# Метод фортепианной игры

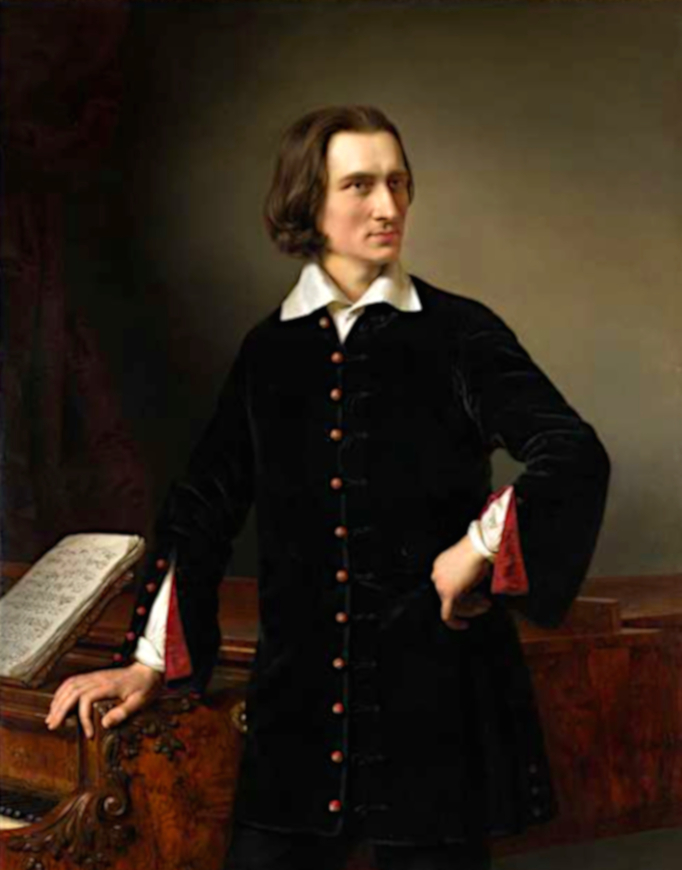
Ференц Лист. 1847. Портрет работы Миклоша Барабаша

«Ме́тод фортепиа́нной игры́», или «Фортепиа́нный ме́тод» (фр. Méthode de Piano) — утраченный музыкально-педагогический труд Ференца Листа — венгро-немецкого композитора, пианиста, педагога, дирижёра, над которым он работал в швейцарской Женеве во второй половине 1830-х годов. Пособие было частично подготовлено к печати во французском Лионе, но так и не увидело свет, а рукопись пропала. 

## История
В начале 1830-х годов Ференц Лист стал признанным музыкантом в Париже, где весной 1833 года познакомился с графиней Мари д’Агу: между ними возникли романтические отношения. В 1835 году она ушла от мужа графа Шарля Луи Констана д’Агу и вместе с Листом уехала в Швейцарию — так начался период жизни музыканта (1835—1848), за которым закрепилось название «Годы странствий» (по названию сборника пьес). В Швейцарии Лист и Мари д’Агу жили сначала в Базеле, а затем в Женеве в квартире дома на углу улиц Табазан (rue Tabazan) и Белль-Фий (rue Belles-Filles), расположенного на современной улице Этьен-Дюмон (rue Etienn-Dumont). Они путешествовали по стране и временами жили в каком-нибудь живописном селении. Лист делал первые наброски пьес для сборника «Альбом путешественника», который впоследствии стал «Годами странствий» (Années de pèlerinage), выступал в концертах, преподавал в Женевской консерватории, основанной в 1835 году меценатом Франсуа Бартолони, и возглавил в ней фортепианный класс.  
Лист в этот период несколько раз он ездил в Париж с концертами, где также публиковались его статьи. Так, вместе с возлюбленной он поместил в парижском музыкальном издании серию статей «О положении людей искусства и об условиях их существования в обществе». Кроме того, он намеревался обобщить свой исполнительский и педагогический опыт. Музыкальное пособие «Метод фортепианной игры» посвящалось Женевской консерватории, которой он намеревался также передать права на издание. Труд было частично подготовлен к печати и даже выгравирован на досках лионским музыкальным издателем. Последний отдал их на хранение, и они, видимо, бесследно исчезли. Неоднократно предпринимались попытки найти авторскую рукопись, но они так и не увенчались успехом. По мнению советского музыковеда Якова Мильштейна, свой незаконченный труд Лист писал «не только для других, но и для себя; в сущности, это — заметки о том, какова должна быть фортепианная техника, каков должен быть способ, порядок и план его собственных занятий». В декабре 1836 года Лист покинул Женеву, получив звание почётного профессора Женевской консерватории.